# A falsis principiis proficisci
A falsis principiis proficisci è una locuzione latina che si può tradurre in italiano con "Allontanati dai falsi principi". É un invito a stare alla larga da idee cattive e vuote.
La frase è usata da Cicerone nel De finibus bonorum et malorum IV.53